# ادیسه آمریکایی
اُدیسه آمریکایی (انگلیسی: American Odyssey) یک مجموعه تلویزیونی مهیج آمریکایی است که در سال ۲۰۱۵ منتشر شد. سازندگان این سریال؛ آنرا نسخهٔ امروزی و آمریکایی ادیسه هومر می‌دانند.
این سریال در انگلستان با نام اُدیسه منتشر شد و شبکهٔ ان‌بی‌سی تولید آنرا پس از پخشِ تنها یک فصل، متوقف کردند.

## بازیگران

### اصلی
- آنا فریل
- پیتر فاسینلی
- جیک رابینسون
- جیم ترو-فراست
- تریت ویلیامز
- سیدی سینک
- نِـیت مونی
- النا کومپوریس
- دنیلا پیندا
- آدواله آکینویه آگباجه

### دوره‌ای
- سارا واینتر
- جی او. ساندرس
- گرگوری فیتوسی
- شرمن اوگاستس
- یوسف سوید
- کانر ترینی‌یر
- آلیسون مک
- الکس کینگستون
- ارلا بریدی
- طلا اش
- کامرون دالاس